# Aciduria orotica
L'aciduria orotica è una malattia genetica dovuta a un deficit enzimatico che comporta una diminuzione della capacità dell'organismo di sintetizzare le basi pirimidiniche. La malattia prende il nome dalla presenza di quantità anomale di acido orotico nelle urine, dovuta alla carenza dell'enzima UMP-sintasi, che negli individui sani catalizza la conversione dell'acido orotico in uridina monofosfato (UMP).

## Epidemiologia
È una patologia molto rara: in letteratura medica ne sono stati descritti meno di trenta casi.

## Eziologia
Negli individui con aciduria orotica, la concentrazione dell'enzima UMP-sintasi è appena il 2-7% rispetto a quella degli individui sani. La malattia è a trasmissione autosomica recessiva.

## Clinica

### Segni e sintomi
I pazienti tipicamente presentano eccessive quantità di acido orotico nelle urine, ritardo della crescita e ritardo mentale.
È inoltre presente un'anemia megaloblastica che differisce dalla più comune anemia perniciosa in quanto la semplice somministrazione di vitamina B12 e di acido folico non permette di curare né di mitigare questo segno clinico. La causa dell'anemia è piuttosto da ricercarsi nell'insufficiente sintesi di pirimidine, necessarie per la produzione di alcuni cofattori richiesti per la formazione della membrana plasmatica degli eritrociti all'interno del midollo osseo.

### Diagnosi differenziale
Elevati livelli urinari di acido orotico possono essere derivare anche dal malfunzionamento del ciclo dell'urea, in particolare in caso di deficit dell'enzima ornitina transcarbamilasi. Ciò può essere determinato in diagnosi differenziale osservando l'ammoniemia (tipicamente aumentata) e i livelli di azoto ureico. In ogni caso questi pazienti, al contrario di quelli affetti da aciduria orotica, in genere non presentano anemia megaloblastica.

## Trattamento
Il trattamento consiste nella somministrazione di uridina monofosfato (UMP) per compensarne la carenza; in alternativa può essere fornito il triacetato di uridina, convertibile in UMP dall'organismo. Ciò permette di sopperire alla carenza enzimatica e, conseguentemente, di produrre basi azotate di tipo pirimidinico in quantità adeguata.